# Драган Лукић
За чланак о глумцу, погледајте Драган Лукић Омољац
Драган Лукић (Београд, 30. новембар 1928 — Београд, 1. јануар 2006) био је српски дечји писац.

## Биографија
Рођен је у Београду 1928. од оца Александра и мајке Томаније. Отац му је био штампарски машиниста, па се Драган већ од најранијег доба дружио са свеже одштампаним књигама.
Током 1946. почео је да објављује прве радове, а почетком педесетих већ је постао афирмисани дечји песник и 1952. објављује своје прве књиге (поеме-сликовнице): Велика трка и Звери као фудбалери.
Године 1954, завршио је студије књижевности на Филолошком факултету у Београду, а затим је почео да предаје дечју књижевност у Школи за васпитаче. После осам година запослио се као уредник програма за децу на Радио Београду и ту је радио све до пензионисања 1989. године.
Писао је песме, приче, романе, драмске текстове, теоријске расправе о литератури, водио емисије на радију и телевизији.
Уређивао је часопис „Змај”. Био је редовни учесник најзначајнијих манифестација за децу на просторима некадашње Југославије. Његови сапутници у том мисионарењу најчешће су били: Десанка Максимовић, Бранко Ћопић, Душко Радовић, Арсен Диклић, Љубивоје Ршумовић, Перо Зубац, Добрица Ерић и други.
Објавио је преко стотину књига, међу којима су најпознатије: Како се коме чини, Мој прадед и ја, Овде станују песме, Вагон прве класе, Фифи, Како расту ногавице, Шта тата каже, Од куће до школе, Ловац Јоца, Вожња по граду. Објавио је романе: Небодер Ц17, Три гускетара, Бомба у белој кафи итд. Познат је и по лектири за 3. разред ученика основне школе, „Небом града”.
Целокупним својим делом, за које је добио највише награде и признања, био је и остао у самом врху југословенске и српске књижевности намењене младим нараштајима.
Добио је велики број награда: Невен, Змајева награда, Курирчек, Младо поколење, Награда Политикиног забавника, Награда Златни кључић, Октобарска награда града Београда, Орден рада са златним венцем. Био је почасни председник Змајевих дечјих игара од 1993. па до смрти, пре њега били су то Вељко Петровић у периоду 1964—1967 и Десанка Максимовић у периоду 1967—1993.
После дуже и тешке болести преминуо је у Београду 1. јануара 2006. године. Сахрањен је 3. јануара 2006. године у Алеји заслужних грађана на Новом гробљу у Београду.
По њему су назване Дечија библиотека „Драган Лукић” у Београду и ОШ „Драган Лукић“ Нови Београд.
„Ивин воз” и друге песме Драгана Лукића извео је Колибри.